# Antoine Lefèvre

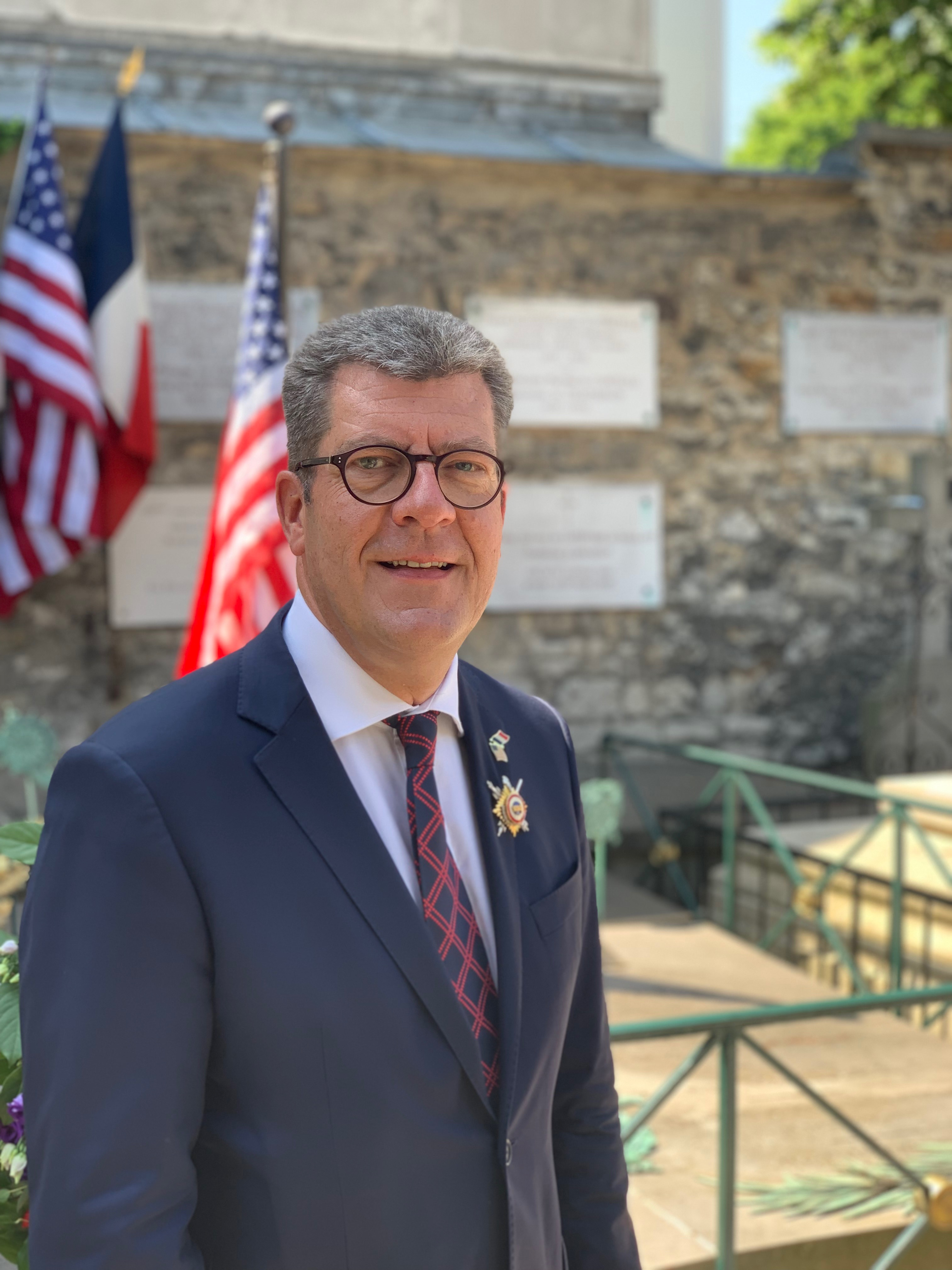
Antoine Lefèvre (2019)

Antoine Lefèvre (* 18. Februar 1966) ist ein französischer Politiker. Er ist Mitglied des Französischen Senats für das Département Aisne der Partei Les Républicains.

## Biografie
Lefèvre ist verheiratet, Vater von drei Kindern, und hat einen Doktortitel in öffentlichem Recht und Stadt- und Landplanung. Antoine Lefèvre arbeitete seit 1992 als wissenschaftlicher Mitarbeiter bei der Landwirtschaftskammer Aisne.
1995 wurde er zunächst als Stadtrat, dann 1999 zum Assistenten des Bürgermeisters von Laon gewählt. Zwei Jahre später wurde er zum Bürgermeister gewählt.
2008 kandidierte er erfolgreich um einen Senatssitz von Aisne. Dieses Amt hat er bis heute inne.